# Eschbach (Usingen)
Pour les articles homonymes, voir Eschbach.
Eschbach est après Usingen le plus grand quartier de la ville d'Usingen dans le Hochtaunuskreis en Hesse. Il compte 2 128 habitants (résidence principale: 1953, résidence secondaire: 175).